# TriF Studio
TriF Studio Co., Ltd. (株式会社TriFスタジオ  Kabushiki-gaisha Torifu Sutajio?) es un estudio de animación japonés con sede en Fukuoka, Japón.

## Trabajos

### Series de televisión
| Año  | Título    | Director(es) | Fecha de primera transmisión | Fecha de última transmisión | Eps. | Notas              | Refs.             |
| ---- | --------- | ------------ | ---------------------------- | --------------------------- | ---- | ------------------ | ----------------- |
| 2024 | Mecha-Ude | Okamoto      | 4 de octubre de 2024         | 20 de diciembre de 2024     | 12   | Historia original. | [ 2 ] [ 3 ] [ 4 ] |

### ONAs
| Año  | Título                    | Director(es) | Fecha de primera transmisión | Fecha de última transmisión | Eps. | Notas              | Refs.             |
| ---- | ------------------------- | ------------ | ---------------------------- | --------------------------- | ---- | ------------------ | ----------------- |
| 2018 | Mecha-Ude                 | Sae Okamoto  | 30 de septiembre de 2018     | 30 de septiembre de 2018    | 1    | Historia original. | [ 5 ] [ 6 ] [ 7 ] |
| 2020 | Kyoshin to Hyōka no Shiro | Okamoto      | 8 de agosto de 2020          | 19 de diciembre de 2020     | 4    | Historia original. | [ 8 ] [ 9 ]       |

### Videos musicales
- Ano Ko Secret de Eve (2017)[10]
- Starlight Kiseki de Amatsuki (2019)[11]
- Kamiari Algorithm de Masayoshi Ōishi (2021)[12]